# Arve Arvesen

Arve Arvesen

Arve Arvesen (Hamar, 12 september 1869- Bergen, 16 januari 1951) was een Noors violist. Hij stond enige tijd bekend als een van de beste musici van Noorwegen. Hij kreeg zijn opleiding van Gudbrand Bøhn, aan het Conservatorium van Leipzig en van Eugène Ysaÿe in Brussel. Hij liet zijn muzikale sporen na in:
- optredens vanaf 1889 in Noorwegen
- Helsinki (1894-1896): concertmeester aldaar in het orkest van Robert Kajanus, de voorloper van het Filharmonisch Orkest van Helsinki
- Bergen filharmoniske orkester (1900-1913)
- Osloose vereniging voor kamermuziek (vanaf 1915)
- kamertrio (vanaf 1921)
- docent aan en directeur van het Conservatorium in Bergen (vanaf 1928).

Hij was zoon van de politicus Olaus Arvesen. Hij was bevriend met Ludvig Irgens-Jensen, David Monrad Johansen, maar ook Frederick Delius. Hij was betrokken bij de premières van:
- Alf Hurum: Strijkkwartet (29 november 1913, opgedragen aan Arvesen)
- David Monrad Johansen: Sonate voor viool en piano (29 november 1913)
- Irgens-Jensen: Vioolsonate nr. 1 (6 oktober 1926)

Johan Halvorsen droeg zijn Bryllupsmarsch aan hem op.
Edward Munch portretteerde Arvesen in 1891 en 1920. Arvesen heeft een aantal jaren gespeeld op een Annibale Fargola-viool uit 1925 die hij kreeg van zijn voorganger in het orkest van Bergen, Einar Martens. Arvesen gaf de viool door aan zijn leerling Trygve Kayser.